# Бурове устаткування

Рис. 2. — Схема бурової установки для глибокого обертального буріння
1 — долото; 2 — вибійний двигун; 3 — бурильна труба; 4 — бурильний замок; 5 — бурова лебідка; 6 — силовий привід бурової лебідки і ротора; 7 — вертлюг; 8 — талевий канат; 9 — талевий блок; 10 — гак;
11 — гнучкий буровий шланг; 12 — ведуча труба; 13 — ротор; 14 — бурова вежа; 15 — жолобна система; 16 — маніфольд; 17 — буровий насос; 18 — силовий привод бурового насоса; 19 — приймальна ємність

Бурове устатковання (рос. буровая установка; англ. drilling rig; нім. Bohranlage f) — комплекс машин і механізмів, призначений для буріння, кріплення свердловин, а також шахтних стовбурів.

## Загальна характеристика
Б.у. для розвідки родовищ корисних копалин, розробки родовищ нафти, газу, підземних вод і глибинних геологічних досліджень за способом монтажу і видом транспортування розділяються на розбірні і нерозбірні.
Розбірне Б.у. (великоблокове і дрібноблокове) призначене для спорудження свердловин глибиною 2000–10000 м.
Великоблокове Б.у. транспортується на спеціальних не-самохідних шасі (возовиках), дрібноблокове — на універсальному транспорті (наприклад, автомобільному, авіаційному).
Нерозбірне Б.у. розділяється на самохідне і несамохідне.
Самохідне Б.у. постійно змонтовано на транспортному засобі (автомашині, тракторі, самохідній буровій основі, буровому судні), який забезпечує переміщення Б.у.
Несамохідне Б.у. перевозиться на транспортному засобі, який не має двигуна (полозковій рамі, причепі, несамохідній буровій основі).
Для будівництва нафтових і газових свердловин на заболоченій території і акваторіях створено Б.у. для кущового буріння і плавуче устаткування. Б.у. для кущового буріння забезпечує можливість спорудження великої кількості свердловин (до 50 і більше) з одного майданчика. В цьому випадку Б.у. переміщується з допомогою гідроциліндрів з гирла побудованої свердловини на нову свердловиноточку по рейковій колії або на котках без розбирання.
За видом енергопостачання Б.у. поділяється на устаткування з автономним і централізованим енергопостачанням. При автономному енергопостачанні як первинний двигун Б.у. можуть використовуватися двигуни внутрішнього згоряння (бензинові, дизельні, газові турбіни) або дизель-генераторні агрегати. Централізоване енергопостачання здійснюється від промислових електромереж. Сумарна потужність Б.у. при будівництві свердловин малої глибини (до 2000 м) сягає 800 кВт, середньої глибини (до 4500 м) — 800—2000 кВт, глибоких і надглибоких (понад 4500 м) — до 5000 кВт. Залежно від довжини і діаметра стовбура, виду буріння до Б.у. можуть входити такі вузли: бурові споруди (бурова вежа, основа, укриття); бурові механізми (бурова лебідка з талевою системою або підіймач, обертальний або обертально-подавальний механізм); енергетичне обладнання (електродвигуни, двигуни внутрішнього згоряння, дизель-генераторна станція, перетворювачі енергії, електрогідродвигуни); обладнання для роботи з рідкими, газорідинними і газоподібними очисними агентами (буровий насос, компресор, резервуар, машини і механізми для приготування, очищення і обробляння бурових агентів, трубопроводи, шланги і вертлюг); обладнання і буровий інструмент для механізації спуско-підіймальних операцій (ключі, клинові захвати, елеватори, спайдери); противикидне обладнання; система управління Б.у.; контрольно-вимірювальна система.

## Різновиди

### Плавне (плавуче) бурове устатковання заглибне
Плавне (плавуче) бурове устатковання заглибне — плавне бурове устатковання, призначене для буріння свердловин на морі, складається із понтона, який на місці буріння може заповнюватися водою та заглиблюється у воду на дно, будучи опорою для бурового устатковання, і зв'язаного з ним робочого майданчика, котрий залишається піднятим над водою і на якому змонтовано бурове обладнання.

### Плавне (плавуче) бурове устатковання напівзаглибне
Плавне (плавуче) бурове устатковання напівзаглибне — плавне бурове устатковання, яке призначене для буріння свердловин на морі, складається із понтонів, які на місці буріння частково заповнюються водою та занурюються під рівень моря, не встановлюючись на дно, і зв'язаної з ними платформи з робочим майданчиком, на якому змонтовано бурове обладнання. Платформа на точці буріння утримується якорями.

### УСТАТКУВАННЯ ПЛАВАЮЧЕ ШЕЛЬФОВЕ БУРОВЕ
Різновид пересувного шельфового бурового устаткування, яке залишається в плавучому стані і не кріпиться до морського дна іншим засобом, окрім якірного при переході на режим буріння; до плавучих належать бурові устаткування типу барж для внутрішніх водойм, бурові судна, баржі корабельної форми, а також напівзанурені бурові устаткування.

### УСТАТКУВАННЯ ЕЛЕКТРОБУРОВЕ
Брове устаткування, на якому енергія силового комплексу (зазвичай кількох дизельних двигунів) перетворюється в електроенергію за допомогою електрогенераторів, змонтованих разом з дизельними двигунами; потім електроенергія по провідній мережі подається до електродвигунів, які приводять в рух різні механізми (аґреґати) — складові елементи бурового устаткування.

### УСТАТКУВАННЯ ЗАНУРЕНЕ БУРОВЕ
Пересувне шельфове бурове устаткування, що спирається на морське дно, з кількома відсіками, затоплюваними при необхідності занурення конструкції й встановлення її на морському дні, використовується в неглибоких водах з максимальною глибиною до 53,4 м. До занурених бурових устатковань належать: звичайні баржі з палубами на стояках, занурені устаткування з опорами пляшкової форми і арктичні занурені устаткування.

### УСТАТКУВАННЯ НАПІВЗАНУРЕНЕ БУРОВЕ
Шельфове плавуче бурове устаткування, що складається з понтонів і колон, які при заповненні баластом забезпечують її занурення під воду на розрахункову глибину. Відомо два типи напівзанурених устатковань: напівзанурені устаткування з опорними колонами пляшкової форми і напівзанурені устаткування, стабілізовані колонами.

### УСТАТКУВАННЯ ПІДВОДНЕ БУРОВЕ
Обладнання, яке призначене для забезпечення буріння морських свердловин з підводним розташуванням гирла.

### УСТАТКУВАННЯ ПЛАТФОРМНЕ БУРОВЕ
Стаціонарна морська конструкція, з якої бурять експлуатаційні свердловини і проводять видобування нафти і газу.

### УСТАТКУВАННЯ ПОХИЛЕ БУРОВЕ
Устаткування, з допомогою якого бурять вертикальні свердловини, хоч воно перебуває в похилому положенні. Похилі бурові устаткування використовують для буріння через ферми, що підтримують сталеву платформу, в які пізніше встановлюють палі.

### УСТАТКУВАННЯ БУРОВЕ МОРСЬКЕ ПЕРЕСУВНЕ
Бурове устаткування, що використовується винятково для буріння пошукових, розвідувальних і експлуатаційних свердловин на шельфі і яке самостійно пересувається при необхідності переходу з однієї бурової позиції на іншу. Шельфові пересувні бурові устаткування включають самопіднімальні бурові устаткування, бурові судна, бурові баржі та напівзаглибні бурові устаткування. Більшість експлуатаційних бурових платформ не є пересувними буровими устаткуваннями, хоча деякі з них можна буксирувати з місця на місце і, навпаки, чимало пересувних бурових устатковань використовують як експлуатаційні платформи. Бурові установки, що працюють на глибині до 9 м не входять у категорію пересувних бурових устатковань.

### УСТАТКУВАННЯ ПОЛОЗКОВЕ
Силове устаткування з гідравлічним приводом для пересування по полозкових балках бурового комплексу самопідіймального бурового устаткування з консоллю.